# Koljonsaari (ö i Tammerfors, lat 61,32, long 23,53)
Koljonsaari är en ö i Finland.   Den ligger i kommunen Vesilax i den ekonomiska regionen Tammerfors och landskapet Birkaland, i den södra delen av landet, 150 km nordväst om huvudstaden Helsingfors.